# Флеглер (округ, Флорида)
Шаблон:StateAbbr_ 29°28′ пн. ш. 81°18′ зх. д. / 29.47° пн. ш. 81.3° зх. д.
Округ Флеглер (англ. Flagler County) — округ (графство) у штаті Флорида, США. Ідентифікатор округу 12035.

## Історія
Округ утворений 1917 року.

## Демографія
За даними перепису 2000 року загальне населення округу становило 49832 осіб, зокрема міського населення було 33524, а сільського — 16308. Серед мешканців округу чоловіків було 23887, а жінок — 25945. В окрузі було 21294 домогосподарства, 15683 родин, які мешкали в 24452 будинках. Середній розмір родини становив 2,67.
Віковий розподіл населення поданий у таблиці:
| Стать    | До 15 років | 15-21 | 22-29 | 30-39 | 40-49 | 50-65 | 65-85 | Понад 85 |
| -------- | ----------- | ----- | ----- | ----- | ----- | ----- | ----- | -------- |
| Чоловіки | 3695        | 1631  | 1314  | 2446  | 3023  | 4940  | 6492  | 346      |
| Жінки    | 3563        | 1526  | 1353  | 2695  | 3439  | 5938  | 6814  | 617      |

## Суміжні округи
- Сент-Джонс — північ
- Волусія — південь
- Патнем — захід